# Blennius
Blennius és un  gènere de peixos de la família dels Blenniidae ('blennis'). Aquest gènere, descrit per Linné el 1758, originalment la sola mena de blennis. S'han atribuït diversos centenars d'espècies de blennis en la història de la biologia, però la major part s'han classificat en altres gèneres de la família Blenniidae. Així, les fonts antigues sovint descriuen molts més Blennius que en l'actualitat. Rep els noms populars de guilla, rabosa, dormilega, capsigrany, llepissós, bavosa.

## Llista d'espècies
Segons Plantilla:Bioref:
- Blennius normani   Poll, 1949
- Blennius ocellaris   Linnaeus, 1758  - Ocellated Blenny

Segons Plantilla:Bioref:
- Blennius maoricus   Kner, 1864  (reclassificat com a  Parablennius tasmanianus  per WoRMS)
- Blennius normani   Poll, 1949
- Blennius ocellaris   Linnaeus, 1758